# Хронология развития Харькова
Хронология развития Харькова — перечень календарных знаменательных дат в истории развития города — отображающий в своих комментариях — ссылки на все исторически значимые события и объекты.

## Хронология исторических событий в развитии Харькова

### XVII век
1627 г. составлен документ «Книга Большому чертежу» с описанием местности, принадлежащей Московскому государству, в районе слияния рек, в котором отражено название реки Харьков.[Харьков_1974_с.319(6)]
1648÷1654 гг. В ходе освободительной войны украинского народа от гнёта польских панов, в результате воссоединения Украины с Россией на территорию Московского государства устремились украинские беженцы.[Харьков_1974_с.319(5)]
1654÷1655 гг. В районе слияния двух рек, на возвышенности (ныне Университетская горка), обосновалась большая группа беглых переселенцев из Заднепровья, которые построили в этом месте свои жилища и обнесли их частоколом — острогом. Этому новому поселению, официальные представители Московского государства дали название Харьков по названию реки. [Харьков_1974_с.319(5)]
1656 г. Харьков — казацкое поселение — выделен в самостоятельное воеводство, по указу Московского царя Алексея Михайловича. [Харьков_1984_с.255(6)];
1656÷1659 гг. в междуречье Лопани и Харькова (на месте нынешней Университетской Горки) велось строительство Харьковской крепости. Строительство крепости велось жителями поселения под руководством представителя Московского государства воеводы Селифонтова. Строящаяся крепость должна была войти в систему укреплений для защиты русских земель от нападения крымских татар. Поселение на возвышенности окружила двойная дубовая стена длиной около 1000 м, с 10-ю башнями, глубокий ров и вал. На вооружении крепости использовались пушки.[Харьков_1974_с.319(6)] [Харьков_1984_с.255(6)]
Харьковская Крепость — была возведена в 1659 г. по типу русских деревянных крепостей. Длина её стен превышала 1000 м; двойная дубовая крепостная стена начиналась около нынешнего универмага — на углу площадей Пролетарской и Розы Люксембург; далее крепостная стена шла по территории площади Розы Люксембург до Дворца Труда, оттуда поднималась по площади Тевелева до нынешнего здания Института искусств и, повернув на запад, спускалась в сторону Клочковской улицы через территорию бывшего Исторического музея. С западной стороны над обрывом к реке Лопань крепостной стены не было. Её заменял деревянный частокол. Крепость имела 10 башен различной высоты. Из них, четыре башни были возведены по углам крепости и назывались «наугольными», с индивидуальными названиями: 1-я «Рождественская» — стояла на месте нынешнего универмага; 2-я «Протопоповская» — на месте Дворца труда; 3-я самая высокая «Никольская» или «Вестовая» (высотой 13,3 м, имела постоянный сторожевой пост для наблюдения за степью и вестовой колокол) — на углу нынешней площади Тевелева и Спартаковского переулка; 4-я «Деркачёвская» — располагалась в северо-западном углу крепости. Три проездных башни: 1-я проездная «Московская» — стояла на теперешней Университетской улице напротив бывшего здания Исторического музея (в начале XVIII века её перенесли на место глухой «Шаповаловской» башни, приблизительно туда, где теперь Советский переулок); 2-я проездная «Чугуевская» башня — стояла между нынешней Университетской улицей и Уфимским переулком, там где они выходят на площадь Розы Люксембург; 3-я проездная «Лопанская» башня — на месте современного спуска Хальтурина. Ворота проездных башен запирались на замок, а возле ворот стояли сторожевые дома. «Тайницкая» башня (имела потайной подземный ход длиной 34 метра с запасным колодцем — стояла на месте нынешней Университетской лестницы; «Средняя» башня (в начале XVIII века — «Шаповальская» — стояла на месте нынешнего Советского переулка; «Глухая» башня — стояла над обрывом к реке Лопань. Во второй половине 1660-х гг. в крепости выкопали колодец глубиной в 21,3 м. Из различных мест крепости к рекам Лопань и Харьков шли подземные ходы, предназначавшиеся для вылазок и пополнения запасов воды во время осады неприятелем. Крепость со всех сторон окружал ров глубиной и шириной в 2 сажени. В 1663 г. на вооружении крепости находилось 12 пушек, 402 ядра и 8 бочек пороху. До нашего времени сохранились две крепостные пушки, установленные во дворе бывшего Исторического музея. Внутри крепости находился пороховой погреб и «государев двор», где жил воевода. В 1670 г., когда под Университетской горкой на подоле уже существовало укреплённое поселение, крепость стали называть «старым городом». В 1689 г., там, где крепостная стена подходила к самому обрыву, над Лопанью построили каменный Покровский собор — крепкие каменные стены, длинные узкие окна похожие на бойницы, — свидетельствуют о том что он входил в систему оборонительных укреплений города. Крепость неоднократно перестраивали. Наиболее значительная перестройка крепости была произведена в начале XVIII века, по приказу Петра I, кода накануне решающей битвы со шведами под Полтавой — русский Царь объезжая ряд укреплённых городов Украины, 2 июня 1709 г. заехал в Харьков. Осмотрев крепость, он приказал её расширить на север и вокруг построить защитный вал. С конца XVIII века, когда город утратил военное значение, стены крепости разобрали, но отдельные башни ещё долгое время стояли. [Харьков_1974_с.319(27÷29)]
Вторая половина XVII века:
 — Строительство крепости и других оборонительных сооружений — охраняющих поселение от разбойничьих набегов, способствовали увеличению населения;
 — С каждым годом, число прибывающих поселенцев росло, и не имея возможности построить жилища в пределах крепости, они стали селиться вокруг укреплений, на площадях (левадах) между дорогами ведущими из крепости в разные города государства. Названия этих дорог легли в основу названий первых городских улиц.[Харьков_1974_с.319(5)]
 — одной из первых возникла — Московская улица по которой пролегала дорога на Москву; затем — Сумская улица — дорога на Сумы; Белгородская дорога — вдоль речки Харьков; Змиевская улица — дорога на Змиёв; Полтавская улица — дорога на Полтаву.
-
 — вокруг крепости возводятся первые поселения — подгорные слободы: Залопанская, Журавлёвка, Гончаровка, Панасовка и другие… Здесь помимо крестьянской деятельности (земледелия и скотоводства), начинают развиваться различные ремёсла — гончарство, скорнячество (выделка овчин), рымарство (выделка кожи), чеботарство, коцарство (изготовление шерстяных ковров-коцов), кузнечное ремесло и другие. [Харьков_1984_с.255(6,7)]
1689 г. Построен Покровский собор, который был включён в систему городских оборонительных сооружений. [Харьков_1984_с.255(7)]

### XVIII век
2 июля 1709 г. в Харьков заехал Пётр I (накануне решающей битвы со шведами под Полтавой, русский царь объезжал укреплённые города Украины), осмотрев крепость, он приказал её расширить на север и вокруг построить защитный вал. [Харьков_1974_с.319(27÷29)]
1709 г. Харьковская крепость была укреплена, по указу Петра I, который посетил город накануне Полтавской битвы. [Харьков_1984_с.255(7)]
1726 г. В Харьков из Белгорода, была переведена славяно-греко-латинская школа, преобразованная в 1727 г. в Харьковский коллегиум, который явился центром просвещения на Слободской Украине. [Харьков_1984_с.255(7)]
1761 г. При Харьковском коллегиуме была открыта первая библиотека в городе. [Харьков_1984_с.255(7)]
1765 г. Харьков становится главным городом (центром) Слободско-Украинской губернии. [Харьков_1984_с.255(7)]
1767 г. В Петербурге под руководством архитектора А. В. Квасова был разработан первый проект перепланировки Харькова (в начале 1768 г. проект был утверждён Сенатом).[Новгородов_1990_с.12]
1768 г. При коллегиуме открыто казённое училище («прибавочные классы») для дворянских детей, в котором изучались математика, геометрия, рисование, черчение, геодезия, артиллерия, фортификация, история, география, русский, французский и немецкий языки, вокальная и инструментальная музыка. [Харьков_1984_с.255(7)]
1770-е гг. В Харькове основана первая типография. [Харьков_1984_с.255(8)]
1780 г. Харьков стал главным городом Харьковского наместничества. [Харьков_1984_с.255(8)]
1787 г. Под руководством губернского архитектора П. А. Ярославского идёт составление планов застройки города. [Харьков_1984_с.255(8)]
1791 г. Открыт первый театр, расположенный во дворе генерал-губернаторского дома (ныне территория Украинской инженерно-педагогической академии). Закрыт в 1796 г.
1794 г. Харьков занимает площадь 7 кв. вёрст. С севера на юг он простирается на 2 версты, с запада на восток — на 3,5 версты; в городе насчитывается 1807 дворов и более 11 тысяч жителей.
1796 г. В связи с упразднением наместничества, Харьков получил статус губернского города — вновь стал центром Слободско-Украинской губернии.
С конца XVIII века, Харьков утратил военное значение, поэтому стены крепости разобрали, но отдельные башни ещё долгое время стояли. [Харьков_1974_с.319(27÷29)]

### XIX век
1800 г. Харьков — один из крупнейших центров торговли в Российской Империи. Товарооборот только одной Крещенской ярмарки в 1800 г. составил 10 млн рублей.
17 января 1805 г. Состоялось торжественное открытие Харьковского университета.
1811 г. по инициативе В.Н.Каразина в Харькове создано филотехническое общество для распространения достижений науки и техники и содействия развитию промышленности и подъёма экономики юга России.
1812 г. при содействии Г. Ф. Квитки-Основьяненко открыт институт благородных девиц; вышла первая харьковская газета «Еженедельник».
1816 г. в истории Харькова:
 — начал издаваться первый на Украине журнал сатиры и юмора «Харьковский демокрит»;
 — начал издаваться журнал «Украинский вестник»;
 — на Немецкой улице (ныне Пушкинская) построен драматический театр, в этой связи прилегавшая площадь получила название Театральной;
 — начаты планировочные работы для закладки Университетского сада (ныне сад имени Т. Г. Шевченко);
1817 г. вышла в печать газета «Харьковские известия» — издавалась до 1824 г.;
1831 г. начал издаваться литературный сборник «Украинский альманах».
1833 г. начал издаваться литературный сборник «Утренняя звезда».
1835 г. Слободско-Украинская губерния преобразована в Харьковскую губернию.
1838 г. вышла в печать газета «Харьковские губернские ведомости».
1842 г. На Сумской улице (фасадом на театральную площадь) по проекту архитектора А.Тона сооружено каменное здание драматического театра (ныне театр имени Т. Г. Шевченко).
1855 г. В Харькове работают предприятия: три меднолитейных завода, два чугунолитейных завода, дробительный завод, четыре шерстомойки, две мыловарни, три предприятия по обработке кожи, пять свечных заводов, десять каретных мастерских, три кирпичных завода, пять табачных фабрик, две воскобойни, маслобойня, завод по изготовлению свинцовых белил и другие. На перечисленных предприятиях было занято около двух тысяч рабочих, выработанная за год продукция оценивалась в 1 млн. 131 тыс. рублей.
1856 г. В Харьковском университете действует тайное общество демократически настроенной молодёжи, ставящее своей целью ликвидацию самодержавия, установление республики и освобождение крестьян от крепостной зависимости (было разгромлено в 1858 г.).
1861 г. население Харькова составляет 50301 человек.